# Manoir de la Seigneurie (Maigné)
Le manoir de la Seigneurie est un manoir situé à Maigné, dans la région historique du Maine (actuel département français de la Sarthe), en France. 
L'édifice bénéficie d'une inscription au titre des monuments historiques.

## Historique
Le manoir de la Seigneurie est construit à la fin du XIVe siècle par les seigneurs de Crenon. Les façades et toitures de l'édifice sont inscrites au titre des monuments historiques le 17 février 1928.